# Провосте, Бранко
Бранко Антонио Провосте Овалье (исп. Branco Antonio Provoste Ovalle; 14 апреля 2000 года, Сантьяго) — чилийский футболист, играющий на позиции нападающего за клуб «Ньюбленсе».

## Биография
Провосте является воспитанником «Коло-Коло». 4 декабря 2016 года дебютировал за «Коло-Коло» в чилийском чемпионате в поединке против «Эвертона». Провосте стал первым игроком 2000 года рождения, сыгравшим в официальном матче за «Коло-Коло».
Игрок сборной Чили до 17 лет.

## Титулы и достижения
- Чемпион Чили (1): 2017 (не играл)
- Обладатель Кубка Чили (2): 2016, 2019
- Обладатель Суперкубка Чили (1): 2018